# Hashim Saleh
Hashim Saleh (en árabe: هاشم صالح محمد البلوشي‎; Salalah, Omán, 15 de octubre de 1981) es un exfutbolista de Omán que jugaba en la posición de delantero.

## Carrera

### Club
| Periodo   | Club                |
| --------- | ------------------- |
| 1998-2004 | Al-Nasr Salalah     |
| 2004-2005 | Dhofar Club         |
| 2006      | Al-Shamal SC        |
| 2006–2007 | Al-Wakrah SC        |
| 2007      | Dhofar Club         |
| 2008      | Al-Tadamon SC       |
| 2008-2009 | Al-Suwaiq           |
| 2009      | → Kazma SC (cedido) |
| 2009–2011 | Dhofar Club         |
| 2011–2013 | Al-Shabab SC        |
| 2013–2014 | Dhofar Club         |
| 2014–2018 | Salalah SC          |

### Selección nacional
Jugó para Omán en 74 ocasiones de 2001 a 2011 y anotó 18 goles, participó en dos ediciones de la Copa Asiática, los Juegos Asiáticos de 2002, cuatro ediciones de la Copa de Naciones del Golfo y cuatro eliminatorias mundialistas.

## Logros

### Club
- Liga Profesional de Omán (2): 2003-04, 2004-05
- Copa del Sultán Qabus (4): 2000, 2002, 2004, 2011

### Selección nacional
- Copa de Naciones del Golfo (1): 2009[4]